# فؤاد جهاد
فؤاد جهاد (1948 - 2004) فنان تشكيلي عراقي، تخرج من معهد الفنون الجميلة في بغداد سنة 1967. كان عضو جمعية التشكيليين العراقيين، وعضو نقابة الفنانين، وزميل جماعة بغداد للفن الحديث.

## أعماله
- أقام ثلاث معارض في بغداد وفي بودابست.
- أقام معرضه الشخصي الثاني للرسم والنحت الفخاري سنة 1970.
- شارك في المعارض الوطنية التي أقيمت خارج العراق وداخله.